# ألباني (نيوهامشير)
ألباني، نيوهامشير (بالإنجليزية: Albany, New Hampshire)‏ هي بلدة تقع في مقاطعة كارول (نيو هامبشاير) بولاية نيوهامشير في الولايات المتحدة. تأسست عام 1833، تبلغ مساحتها 194.7 (كم²)، وترتفع عن سطح البحر 207 م، بلغ عدد سكانها 735 نسمة في عام تعداد الولايات المتحدة 2010 حسب إحصاء مكتب تعداد الولايات المتحدة .

## وصلات خارجية
- http://www.albanynh.org/